# Алкина пісня
«Алкина пісня» (рос. «Алкина песня») — радянський чорно-білий телефільм-опера 1969 року, знятий режисером Віталієм Гонновим на Новосибірській студії телебачення.

## Сюжет
Фільм-опера за мотивами однойменного оповідання Анатолія Іванова.

## У ролях
- Тетяна Зікірова — Алка
- Раїса Царьова — Люба
- Владлен Бирюков — Сергій
- Володимир Кирпиченко — Вася
- Юрій Гончаров — Мітя
- Лідія Сумникова — Варя
- Дмитро Бутенко — дід
- Людмила Григор'єва — епізод
- Лілія Метелєва — епізод
- Михайло Токарєв — епізод

## Знімальна група
- Режисер — Віталій Гоннов
- Сценаристи — Анатолій Іванов, Віталій Гоннов, Еміль Пасинков
- Оператор — Володимир Межеков
- Композитор — Георгій Іванов
- Художник — Володимир Прудников